# Meriania boliviensis
Meriania boliviensis är en tvåhjärtbladig växtart som beskrevs av Célestin Alfred Cogniaux. Meriania boliviensis ingår i släktet Meriania och familjen Melastomataceae.
Artens utbredningsområde är Bolivia. Inga underarter finns listade i Catalogue of Life.